# Associação Atlética Banco do Brasil (São Paulo)
A Associação Atlética Banco do Brasil, mais conhecida pelo acrônimo AABB, é um clube social, recreativo e esportivo da cidade de São Paulo.

## História
Foi fundada em 28 de setembro de 1934 para atender aos funcionários do Banco do Brasil e seus familiares. A AABB possui duas unidades em São Paulo: a Sede Sul, com 110.000 m2 de área; e a Unidade Cantareira, com 33.000 m2. Existem aproximadamente 1.000 AABBs no País, porém cada Associação é independente.
A AABB São Paulo conta atualmente com cerca de 13.000 associados, de todas as faixas etárias, com predominância das classes A, B e C.
A frequência ao clube é, em média, de 6.000 pessoas aos finais de semana. A prática de esportes e os cursos durante a semana também asseguram um elevado número de usuários. São mais de 2.000 alunos em 40 cursos esportivos e culturais.
Aos finais de semana são realizados eventos sociais, culturais e esportivos, motivando a presença do associado no clube. Os tradicionais bailes e festas da AABB contam com a maciça presença não só do associado, como também de seus convidados.
Além de ser referência em eventos de qualidade, a AABB São Paulo é uma das mais tradicionais agremiações esportivas do País, com 20 modalidades competitivas e 900 atletas disputando competições de âmbito nacional e até internacional.É mais conhecida pelo seu clube de futsal, com os jogos realizados no Ginásio "A" da AABB. Participa de importantes competições, como o Campeonato Estadual de Futsal, entre outros.